# Жулова
Жулова (чеш. Žulová) град је у Чешкој Републици. Град се налази у управној јединици Оломоуцки крај, у оквиру којег припада округу Јесењик.

## Становништво
Према подацима о броју становника из 2014. године град је имао 1.261 становника.